# Epilobium confertifolium
Epilobium confertifolium är en dunörtsväxtart som beskrevs av Joseph Dalton Hooker. Epilobium confertifolium ingår i släktet dunörter, och familjen dunörtsväxter. Inga underarter finns listade i Catalogue of Life.